# Propanoyl-CoA-Acyltransferase
Propanoyl-CoA-Acyltransferase (auch: sterol carrier protein (SCP), nonspecific-lipid transfer protein) heißt das Enzym in Tieren und Pilzen, das die Biosynthese von Choloyl-CoA, einer Vorstufe der Cholsäure (einer Gallensäure) katalysiert. Es ist im Zytosol und den Mitochondrien der Peroxisomen lokalisiert. Für den Peroxisom-Import bindet es an PEX5. Beim Menschen wird SCP vor allem in der Leber, den Fibroblasten und der Plazenta produziert. Beim Zellweger-Syndrom ist die SCP-Aktivität aufgrund des Fehlens der Peroxisomen erniedrigt.

## Katalysierte Reaktion
+ CoA-SH ⇒

⇒  + 
Propansäure wird von 3α,7α,12α-Trihydroxy-5β-24-oxo-cholestanoyl-CoA auf CoA-SH übertragen, Choloyl-CoA und Propanoyl-CoA entstehen.